# ۱۱۹۹ (میلادی)
۱۱۹۹ (میلادی) هزار و صد و نود و نهمین سال تقویم میلادی است.

## درگذشتگان
- ۹ فوریه – میناموتو نو یوریتومو، سیاست‌مدار ژاپنی (ز. ۱۱۴۷)
- ۶ آوریل – ریچارد یکم (انگلستان)، شاعر فرانسوی (ز. ۱۱۵۷)